# 哈基梅耶斯
18°19′12″N 71°10′12″W / 18.32000°N 71.17000°W
哈基梅耶斯（西班牙語：Jaquimeyes），是多明尼加共和國的城鎮，位於該國西南部，由巴拉奧納省負責管轄，面積178.63平方公里，2012年人口4,144，人口密度每平方公里23人。